# Nay el-Rahi
Nay el-Rahi é uma jornalista, pesquisadora, professora e ativista libanesa, co-fundadora do aplicativo HarassTracker que tem como objetivo relatar na internet pontos no mapa onde mulheres foram assediadas ou presenciaram o assédio.  Em 2016, foi incluída na lista de 100 mulheres mais inspiradoras e influentes pela BBC deste ano. Sua pesquisa é voltada para os direitos das mulheres na mídia, dinâmica de gênero e sectarismo político no Líbano.